# Branlin
Der Branlin ist ein Fluss in Frankreich, der im Département Yonne der Region Bourgogne-Franche-Comté verläuft. Er entspringt beim namensgleichen Weiler Branlin im südwestlichen Gemeindegebiet von Saints-en-Puisaye, entwässert generell Richtung Nordnordwest durch die Landschaft des Puisaye und mündet nach rund 44 Kilometern im Gemeindegebiet von Charny Orée de Puisaye als linker Nebenfluss in die Ouanne.

## Orte am Fluss
(Reihenfolge in Fließrichtung)
- Les Robineaux, Gemeinde Saints-en-Puisaye
- Saints-en-Puisaye
- Mézilles
- Tannerre-en-Puisaye
- Champignelles
- Malicorne, Gemeinde Charny Orée de Puisaye
- Saint-Martin-sur-Ouanne, Gemeinde Charny Orée de Puisaye
- Les Petits Naudins, Gemeinde Charny Orée de Puisaye